# Хронология войны в Абхазии (1992—1993)
В статье представляется хронологический порядок грузино-абхазской войны 1992—1993 гг.

## Предыстория

### 1991
9 апреля
- Восстановление независимости Грузии[1].

### 1992
21 февраля
- отмена Конституции Грузинской ССР 1978 года и восстановление Конституции Грузинской демократической республики 1921 года[2].

23 июля
- Верховный совет Абхазии упразднил Конституцию Абхазской АССР 1978 года и восстановил действие Конституции ССР Абхазии 1925 года[3][4][страница не указана 1941 день].

25 июля
- Государственный совет Грузии отменил постановление властей Абхазии о восстановлении Конституции 1925 года.

## 1992  год

Карта военных действия в августе—октябре 1992 года

### Август
14 августа
- Начало военного конфликта между абхазскими и грузинскими вооружёнными силами[5].
- Отряды Национальной гвардии Грузии под командованием Тенгиза Китовани вторглись на территорию Абхазии[6].

15 августа
- в посёлке Гантиади Гагрского района высадился грузинский десант и взял под контроль абхазо-российскую границу.

18 августа
- захват Сухума грузинскими войсками.

18-21 августа
- Эвакуация 15 тыс. человек силами ГКЧС из зоны конфликта в Абхазии морским путём.

19 августа
- захват Гагры грузинскими войсками.

24 августа
- издание «Указа Президента конфедерации горских народов Кавказа (КГНК) Мусы Шанибова и председателя парламента КГНК Юсупа Сосламбекова»[7].

31 августа
- Атака грузин на село Нижняя Эшера.

### Сентябрь
3 сентября
- В Москве президент РФ Борис Ельцин и председатель Госсовета Грузии Эдуард Шеварднадзе подписали документ, предусматривающий прекращение огня, вывод грузинских войск из Абхазии, возвращение беженцев[8].

Карта военных действия в октябре 1992—июле 1993 года

### Октябрь
1-6 октября
- Битва за Гагру.

7-8 октября
- В селе Лыхны Гудаутского района состоялся первый Всемирный конгресс абхазо-абазинского (абаза) народа.

11 октября
- Создание министерства обороны Республики Абхазия и Генерального штаба МО РА

### Ноябрь
3 ноября
- Первое Шромское наступление абхазских войск

30 ноября
- Взятие Абхазской армией села Кочара Очамчирского района

### Декабрь
15 декабря
- Грузия и Абхазия подписали несколько документов о прекращении военных действий и выводе всех тяжелых вооружений и войск из региона военных действий.

## 1993 год

Карта военных действия в июле—октябре 1993 года

### Июль
27 июля
- В Сочи было подписано соглашение о временном прекращении огня[9].

### Сентябрь
26 сентября
- войска Государственного совета Грузии покинули Сухуми[10].

28 сентября
- Эдуард Шеварднадзе бежал из Абхазии[11].

30 сентября
- Поражение грузинской армии в Абхазии[12].

## См.также
- Грузино-абхазский конфликт